# Mahé
Mahé è l'isola più grande (155 km²) dell'arcipelago delle Seychelles, situata nel nord-est della nazione. La popolazione al 2016 era di 95.009 abitanti. Sull'isola è situata la capitale, Port Victoria, e ospita il 90% del popolazione totale del paese. L'isola è stata nominata così in onore di Mahe de Labourdonnais, un governatore di Mauritius.
Amministrativamente, Mahé è divisa in cinque diverse regioni: la Greater Victoria, Mahé Settentrionale, Mahé Occidentale, Mahé Orientale, e Mahé Meridionale.
La vetta principale di Mahé è Morne Seychellois a 905 metri sul livello del mare, che si trova nel Morne Seychellois National Park.

## Storia
Gli inglesi furono i primi europei a visitare Mahé nel 1609. Il 21 dicembre 1742, Lazare Picault, comandante di due navi in missione di ricognizione per la Compagnia francese delle Indie Orientali, perso nell'Oceano Indiano, attraccò per caso sull'isola con il suo equipaggio. Egli la chiamò l'île d'abondance (l'isola dell'abbondanza) e il luogo preciso dove attraccò St-Lazare (che poi diventerà Victoria). 
Nel 1744, il comandante ritornò sull'isola su ordine di Bertrand-François Mahé de La Bourdonnais e la ribattezzò Mahé in onore del governatore di Mauritius.
Mahe rimase un possedimento francese fino al 1814 quando divenne una colonia britannica. Rimase colonia fino al 1976 quando le Seychelles divennero nazione indipendente.

## Geografia
La sua superficie è di 145 km² (circa un terzo del paese), è costituita prevalentemente da granito e il punto più alto è il Morne Seychellois (905 m). Misura circa 27 km di lunghezza e 7 km di larghezza.
La sua popolazione è di 70 000 abitanti (90% di delle Seychelles), più della metà vive nella città di Victoria.

### Clima
La temperatura massima a Mahé è di 31 °C e la si raggiunge, generalmente, nel mese di aprile. Invece la temperatura minima è di 24 °C e la si raggiunge da luglio a gennaio.
Le ore di sole al giorno mediamente variano dalle 5 (a dicembre e gennaio) alle 8 (da aprile a settembre).
Il periodo più piovoso dell'anno cade a dicembre e gennaio (11 giorni di pioggia). Invece il periodo meno piovoso è quello che va da giugno a settembre (4 giorni di pioggia).

## Trasporti
La città è servita dall'Aeroporto Internazionale delle Seychelles.
È raggiungibile dall'Europa tramite i voli di Air Seychelles, Condor Flugdienst, e delle medio-orientali Emirates ed Etihad.
Il servizio di trasporto pubblico è invece effettuato dalla SPTC.

## Galleria d'immagini

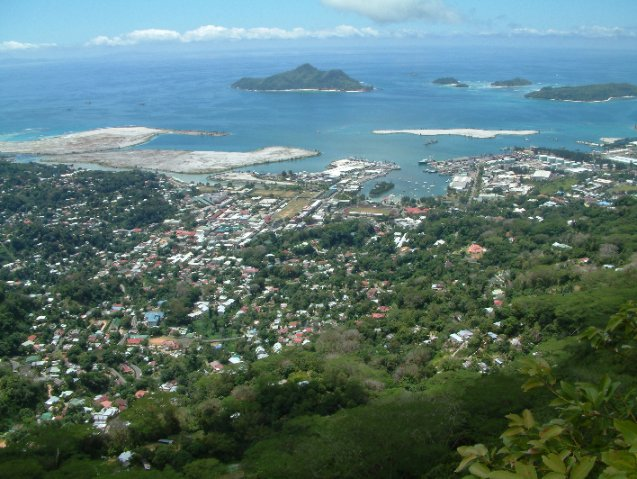
Port Victoria
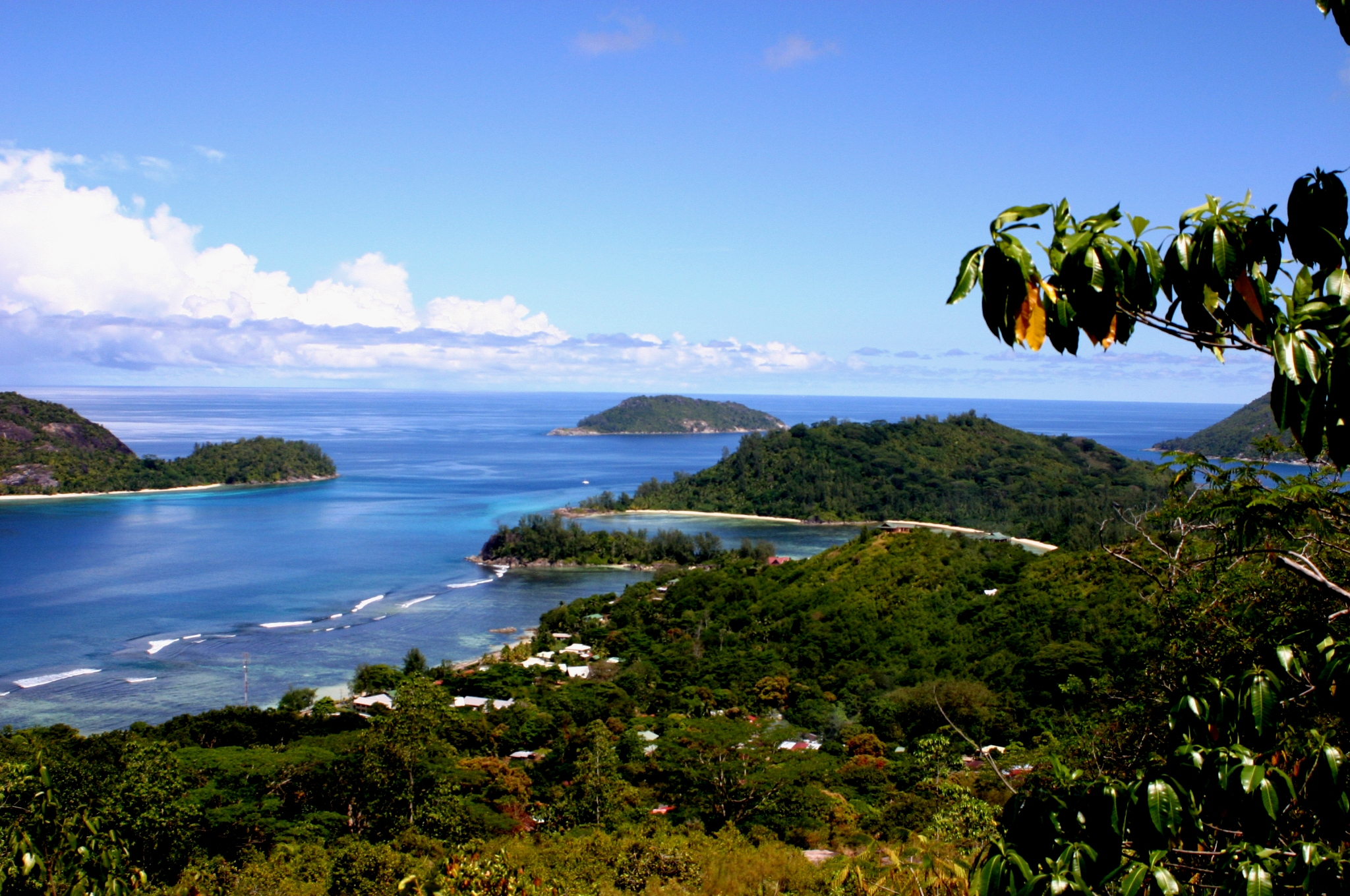
Panorama di Mahé
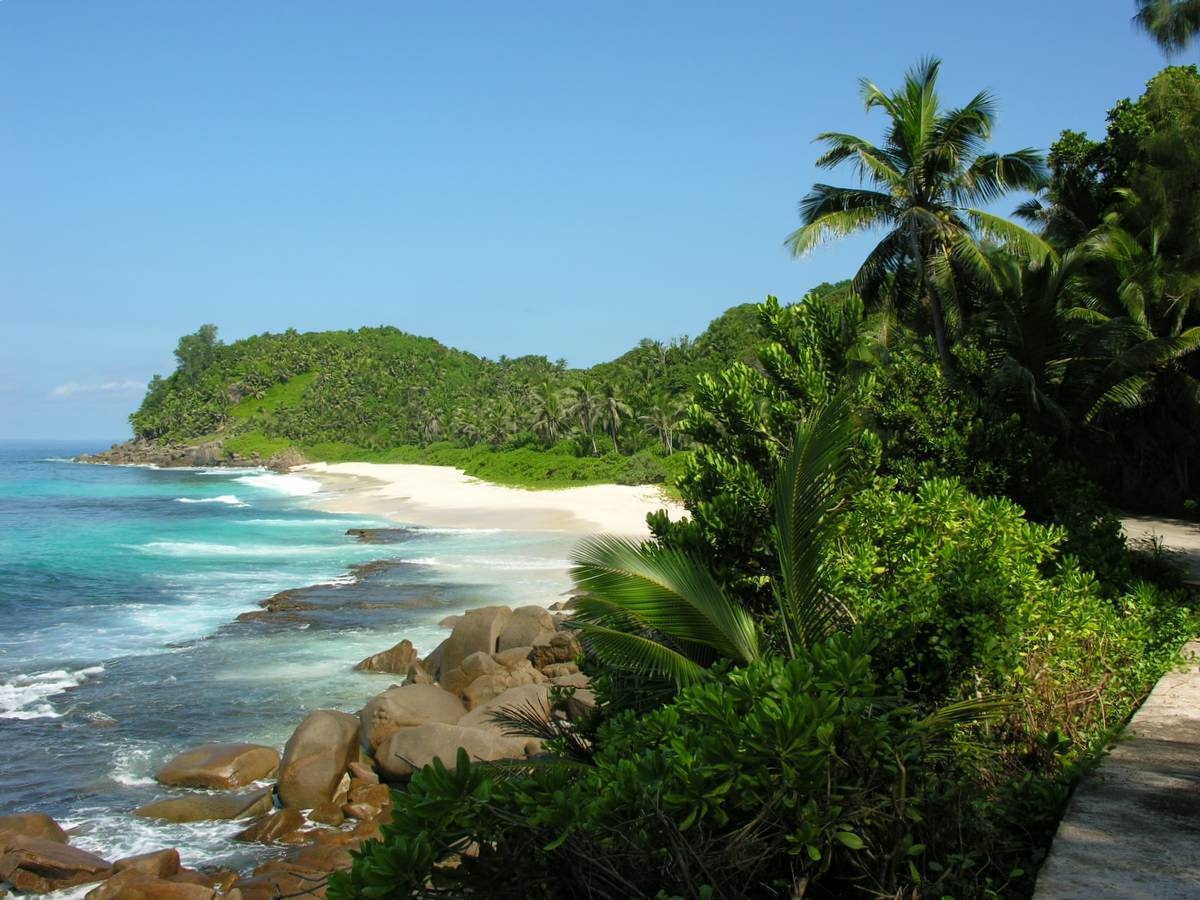
Spiaggia di Mahé